# Abortivelum
Abortivelum is een geslacht van uitgestorven kreeftachtigen uit de klasse van de Ostracoda (mosselkreeftjes).

## Soort
- Abortivelum truncatum Berdan & Copeland, 1973 †